# Willys Americar
Willys Americar fue una línea de automóviles producidos por Willys-Overland Motors desde 1937 hasta 1942, incluyendo las versiones de carrocería sedán, cupé, y pickup. La versión cupé se ha convertido en una opción muy popular de hot rod, ya sea como base mecánica o como carrocería de fibra de vidrio.

## Historia
El automóvil comenzó su producción en 1937. Inicialmente se había planteado dotar al vehículo de un estilo tradicional (evolución del envejecido Willys 77), producto de la reorganización interna que convirtió la Willys-Overland Motor Company en Willys Overland Motors. Sin embargo, cuando Joseph W. Frazer se unió a la compañía en 1938, decidió que un automóvil compacto de aspecto moderno y económico era la respuesta para los problemas de la empresa, de forma que los modelos de 1937, 38 y 39 adoptaron gradualmente una apariencia más similar a la de los modelos de Ford, culminando con el modelo de 1940 con un estilo muy similar al del Ford 1937 DeLuxe.

## Americar
Solo los modelos de 1941 y 1942 fueron denominados "Americar" (modelos 441 y 442 respectivamente), siguiendo la tendencia patriótica de la época. Vendió 22.000 unidades en 1941 y 7000 más en 1942. Su precio era de unos 630 dólares.
Cuando estalló la Segunda Guerra Mundial, todas las compañías automotrices estadounidenses abandonaron la producción civil para contribuir al esfuerzo bélico, y el Americar no fue la excepción. Sin embargo, Willys fue una de las empresas a las que se adjudicó un contrato para producir el exitoso Jeep. Después del final de la guerra, lograron asegurar la marca comercial en el nombre de Jeep, y las ventas mucho más altas de su versión civil CJ impidieron que la firma de Toledo resucitara los modelos anteriores a la guerra, sellando el destino del Americar. A pesar de los intentos fallidos en 1940 y 1945 (las dos veces con el prototipo 6/66 de Frazer), el Americar de 1942 sería el último modelo de automóvil de pasajeros "civil" de Willys-Overland hasta el Willys Aero, lanzado diez años después.
Modelos
Se ofrecieron tres versiones: Speedway, DeLuxe y Plainsman, cada una con un cupé y un sedán, además de una camioneta DeLuxe de tres puertas. USHCO/USB & F construyó una pequeña serie de carrocerías de camioneta para Willys. Se construyeron cinco unidades sobre el chasis cupé del modelo 440 en 1940, y un segundo grupo de cinco unidades en 1941 sobre el chasis cupé del modelo 441. Todos los familiares presentaban una sola puerta en el lado del conductor y la línea de la cintura de la carrocería en los modelos de 1941 difería de los construidos en 1940.

## Carrera como hot rod

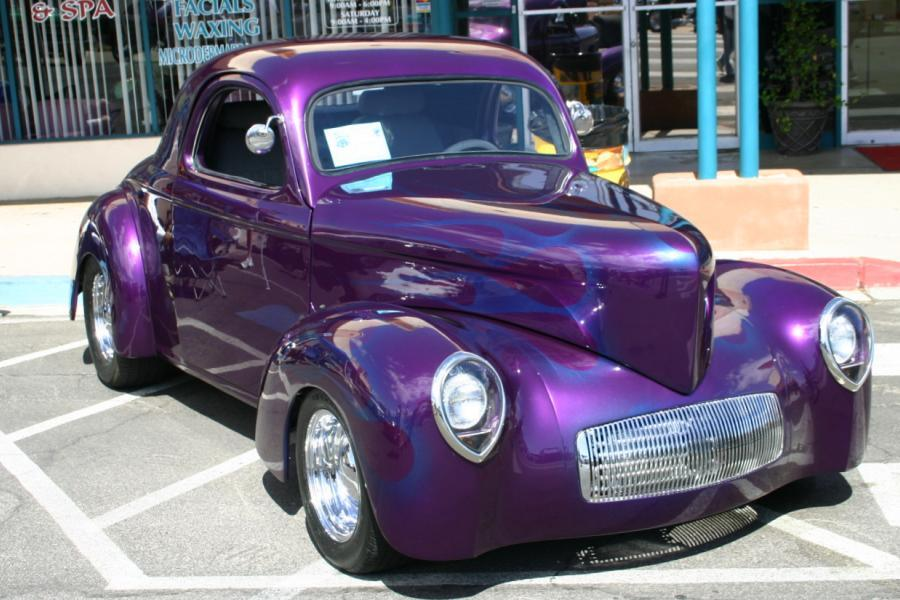
Hot Rod Willys de 1941

Los graves fallos del motor de cuatro cilindros en línea, la escasez de piezas de repuesto y la absoluta falta de asistencia de Willys convirtieron a muchos propietarios en miembros potenciales de la naciente comunidad del hot rod, con numerosas unidades en las que el motor Go Devil se sustituyó por muchas otras alternativas, tanto de especificaciones superiores como inferiores con respecto al propulsor original. Se convirtió en algo tan habitual, que hoy en día es muy difícil encontrar algún Americar con su motor original.